# 音孔

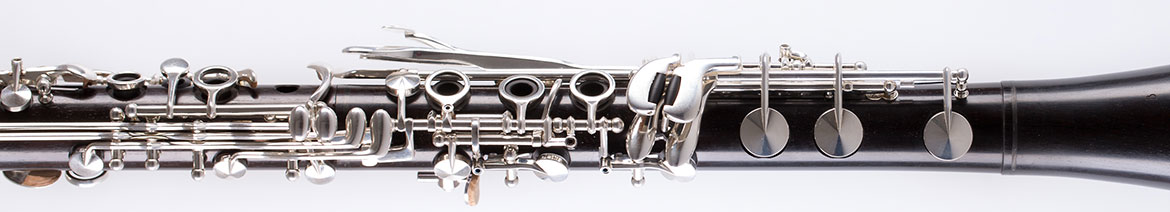
Bフラットクラリネット

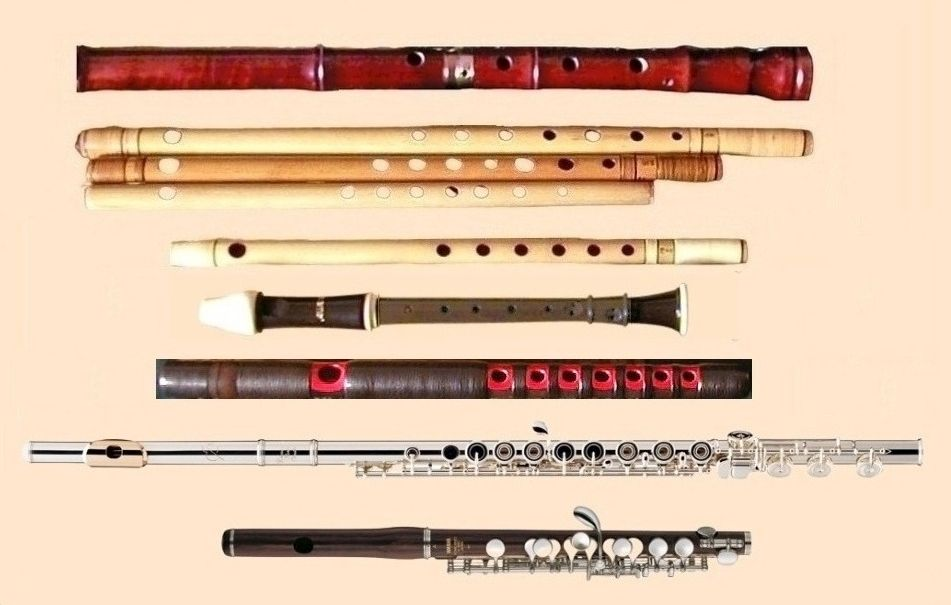
世界各国の横笛・縦笛

音孔（おとあな、おんこう）は、音の高さを変えるために管楽器（気鳴楽器）の管の側面に穿たれた孔。トーンホール、指穴（ゆびあな）とも呼ぶ。もともとは「笛」に分類される原始的な小型木管楽器の側面に開けられた、指で押さえる（ふさぐ）穴のことで、「指孔」「手孔（しゅこう）」とも呼ばれる。和楽器や民族楽器に分類される単純な笛では、現在でも「指穴」の呼称が一般的である。
現在の西洋音楽の楽器では木管楽器に見られるが、歴史的には現在の金管楽器にあたるリップリードの楽器にも音孔がもうけられていたことがある（ツィンク、セルパン、オフィクレイドなど）。
音孔は、穴を開け閉めすることによって音高を変化させ、楽曲を演奏することが出来るようにする。篠笛のように指で直接塞ぐこともあれば、ベーム式フルートのように機械式のふた（「キー装置」）を指で操作して塞ぐこともある。
一般に近代以降の西洋音楽では半音階や転調に対応できるように木管楽器の機械化がすすめられた。現代の西洋式木管楽器では、数多い穴のほとんどがキー機構で操作され、もはや指で直接押さえる穴のほうが珍しくなっているほどである。このため、現代では「指穴（フィンガーホール）」よりも「音孔（トーンホール）」という名称のほうが一般的に用いられている。

## 概説

### 共鳴管の長さと音の高さ
管楽器（気鳴楽器）は、何らかの振動を管に共鳴させることによって音を得る。弦楽器では、発音体の振動が一定の振動数を持っているため、共鳴体ではそれらの様々な高さの音をそのまま共鳴させる仕組みとなっている。しかし管楽器では、発音体の振動が一定の振動数を持たないため、音速と共鳴する管の長さに応じて一定の振動数の振動を得る。従って、音の高さを自由に変えるには、共鳴管の長さを変えなければならない。気柱は、管の2倍（開管の場合）または4倍（閉管の場合: 現在の西洋の管楽器では、クラリネット属だけが相当する）の長さを波長とする音に共鳴する。すなわち、管が短くなれば音は高くなり、長くなれば低くなる。

#### オカリナの場合
オカリナでも音程を変えるために指で操作する穴を「指穴」と呼ぶ。ただし、他の管楽器と異なり気柱の共鳴を用いているのではない。音速、空洞の体積、開放されている指穴と歌口の面積で共鳴周波数が決定する。詳細についてはオカリナ参照。

### 音孔の開閉による共鳴管の伸縮
共鳴管の伸縮には、様々な方法があるが、そのなかでももっとも簡単な方法は、管に穴を穿つことによって外気に内気を解放し、孔から先の管を共鳴管となさないようにすることである。この孔を指などを使って閉じれば、再び元の長さを得ることができる。こうして、共鳴管の長さを調節することができるようにしたものが音孔である。

### 音孔の大きさの理想と制約
理想的には、孔の大きさは管の直径と等しくあるべきである。こうすることによって、内気が完全に外気に解放されるからである。しかしながら、管の直径に等しい孔をあけては指で塞ぐことができない。従って、実際には管の直径よりもかなり小さい孔を穿つことになる。そのため、音の反射の原因となる音響インピーダンスの不整合が十分起らず、開放端としての性質を幾分失うことになる。

### 原始的木管楽器の音孔「指穴」
音孔が管の太さに対して十分に大きくない場合（つまり、現実の管楽器において）は、同じ所に孔が穿ってあっても、孔が小さければ小さいほど音が低くなる。従って、孔は、理論上の位置よりも若干吹き口に近い位置に穿たれる。古楽器、民族楽器、和楽器のような単純な木管楽器の音孔は、この原則に基づいて作られている。指で押さえる孔であるから、「指穴」と呼ばれる。

### 指使いの多様性
孔が小さいと音が低くなるということは、孔よりも先の内気が振動していると言うことであり、（歌口から遠い）管の状態が、音の高さに影響することになる。すなわち、歌口から見て最初に開いた孔よりも先の孔を開閉することによって音の高さを調節できるということになる。たとえば、左が歌口、●が閉じた孔、○が開けた孔であるとして、
```
→●●●○○○
→●●●○●○
```

では、下の方がいくらか低い音が出ることになる。一方、孔が小さいと音が低くなるならば、開く孔の大きさを指で調節すれば、完全に開いた状態よりも低い音を出すことができることになる。このようにして、孔の数よりも多くの音を出すことができる。
また、音孔は、以上とは全く別の用途として、オーバーブローを出しやすくするために開くことがある。リコーダー等で見られる、左手親指孔をわずかに開くなどは、この目的である。リコーダーの
```
→▲●○●●○●○（→印のすぐ右は裏孔、▲はサミング）
```

の指では、基本の指
```
→●●●●●●●○
```

に対し、オーバーブローのために3つの指孔を開けて管を4分割しこれらに定常波の腹がくるようにしている。基本の指の第4倍音（2オクターブ上）が安定して出る。

### 「キー装置」の発明
しかし、孔が小さく、理論上の位置と実際の位置のずれが大きくなると、音量が小さくなってしまう。これは、和声音楽に必要な大型・低音の管楽器で特に深刻な問題である。また、そのような大型の管楽器では指の太さ（孔の大きさを制約する）や長さ（位置を制約する）による「楽器の大きさ」、「音孔の大きさと配列」の制約もまた深刻であった。そこで、西洋の管楽器では、「なるべく大きな音孔」を「理想的な位置」に開け、その、「指ではふさぎきれないほど大きな孔」を、指の代わりに機械仕掛けの「ふた」で開閉する「キー装置」が考案された。演奏者はキー装置を手元のレバーで遠隔操作すれば良いので、「楽器の大きさ」「音孔の大きさと配列」を自由に設計できるようになったのである。木管楽器の歴史において、革命的ともいえる発明なのであるが、当初の段階では「最低音を出すための音孔が遠くて指が届かない場合の補助器具」としか見なされていなかったので、進歩は遅かった。（テナー、バス・リコーダーやフラウト・トラヴェルソの「右手小指のキー」が、この時代の「キー装置」の代表例である。）

### 「キー装置」の効用と発展
18世紀に入り、器楽合奏を重んじる古典派、ロマン派へと流行が移りゆく中で、キー装置は「補助器具」ではなく「主要な音孔を担当する装置」へと発達してゆく。キー装置の恩恵によって大きな音孔を作ることが可能となり、全体としての音量が増し(例：ベーム式フルート、クラリネット、オーボエ)、非常に大型・低音にもかかわらず演奏が容易な楽器（例：コーラングレ、ファゴット）も製作されて音域が広がった。さらに、指の数よりずっと多くの音孔を操作できるようになったことで半音階や転調のような複雑な楽曲の演奏が容易になり、楽器の用法と音楽様式の発展を促す相互作用も生まれた。さまざまな形式・大きさの「キー装置」や「新楽器」（例：サクソフォーン）が開発されたが、その数多い試行錯誤の中から厳しい歴史の淘汰を受けて生き残った少数が、現在の木管楽器群である。

### 物理制約と生楽器の限界
しかしながら、大きな「ふた」（キーカップ）を、音高に影響しない程度まで十分音孔から離すこともまた「不可能」であり、現実の木管楽器では「ある程度の角度に傾ける」という選択がなされている。このキーカップの角度調節には熟練した技術と経験を要するわけで、人間の側の「熟練」と物理法則の制約から完全に自由になることは結局できなかったのである。

## キー装置の分類
キー装置には様々な分類がみられる。
- 押さえると孔を閉じるキーと、孔を開くキーがある。
- ひとつの孔の開閉を操作するキーと、複数の孔を開閉するキーがある。また、あるキーの操作が、他のキーに連動しているものがある。
- ひとつの孔の操作のために、複数のキーのどちらかを操作するようになっているものがある。
- 孔と指の位置が一致していて、孔の大きさの補助や連動機構だけを受け持つキーでは、キーカップの中央に穴が開いていて、それを指で塞ぐようになっているものがある。キーカップ開放時の音程と音抜けを改善するそれはリングキーと呼ばれ、クラリネットや中級品以上のフルートなどに見られる。
- オーバーブローの吹奏を補助するための音孔を開閉するキーは、特にオクターブキー、レジスターキーと呼ばれる。